# Olympische Sommerspiele 2012/Teilnehmer (Sudan)
| Gelbes Symbol für Goldmedaillen mit stilisierten Olympischen Ringen | Graues Symbol für Silbermedaillen mit stilisierten Olympischen Ringen | Braundes Symbol für Bronzemedaillen mit stilisierten Olympischen Ringen |
| ------------------------------------------------------------------- | --------------------------------------------------------------------- | ----------------------------------------------------------------------- |
| —                                                                   | —                                                                     | —                                                                       |

Der Sudan nahm in London an den Olympischen Spielen 2012 teil. Es war die insgesamt elfte Teilnahme an Olympischen Sommerspielen. Das Sudanesische Olympische Komitee nominierte sechs Athleten in zwei Sportarten.
Fahnenträger bei der Eröffnungsfeier war der Leichtathlet Ismail Ahmed Ismail.

## Teilnehmer nach Sportarten

### Leichtathletik
| Athleten            | Wettbewerb | Vorlauf     | Vorlauf | Halbfinale  | Halbfinale | Finale      | Finale | Rang |
| Athleten            | Wettbewerb | Zeit        | Rang    | Zeit        | Rang       | Zeit        | Rang   | Rang |
| ------------------- | ---------- | ----------- | ------- | ----------- | ---------- | ----------- | ------ | ---- |
| Frauen              |            |             |         |             |            |             |        |      |
| Amina Bakhit        | 800 m      | 2:09,78 min | 4       | –           | –          | –           | –      | 31   |
| Männer              |            |             |         |             |            |             |        |      |
| Rabah Yousif        | 400 m      | 45,46 s     | 3       | 45,13 s     | 4          | –           | –      | 11   |
| Abubaker Kaki       | 800 m      | 1:45,51 min | 1       | 1:44,51 min | 1          | 1:43,32 min | 7      | 7    |
| Ismail Ahmed Ismail | 800 m      | 1:48,79 min | 6       | –           | –          | –           | –      | 40   |

### Schwimmen
| Athleten        | Wettbewerb    | Vorlauf | Vorlauf | Halbfinale | Halbfinale | Finale | Finale | Rang |
| Athleten        | Wettbewerb    | Zeit    | Rang    | Zeit       | Rang       | Zeit   | Rang   | Rang |
| --------------- | ------------- | ------- | ------- | ---------- | ---------- | ------ | ------ | ---- |
| Frauen          |               |         |         |            |            |        |        |      |
| Mhasin Fadlalla | 50 m Freistil | 35,07 s | 7       | –          | –          | –      | –      | 70   |
| Männer          |               |         |         |            |            |        |        |      |
| Mohamed Elkhedr | 50 m Freistil | 27,26 s | 2       | –          | –          | –      | –      | 50   |